# Johann Klarmann
Johann Klarmann, auch Jan Klarmann (* 23. März 1939 in Jaderkreuzmoor, Landkreis Wesermarsch) ist ein Hamburger Politiker der Sozialdemokratischen Partei Deutschlands und ehemaliges Mitglied der Hamburgischen Bürgerschaft.

## Leben und Politik
Johann Klarmann ist Bankkaufmann, Diplom-Handelslehrer und Studiendirektor i. R. Von 1995 bis 2006 war er Landesvorsitzender des Arbeiter-Samariter-Bundes Hamburg. 
Als Abgeordneter der SPD war er von Juni 1982 bis 1993 Mitglied der Hamburgischen Bürgerschaft vertreten. Dort war er unter anderem im Ausschuss für Arbeit und Soziales sowie im Rechtsausschuss.
2004 war Klarmann Delegierter der Bundesversammlung. Er wurde gemeinsam von der SPD und der Grün-Alternative Liste (GAL) für das Land Hamburg benannt.
2013 wurde er von der Universität Hamburg mit einer Dissertation über Hamburgs Umgang mit dem ehemaligen Konzentrationslager Neuengamme 1945 bis 1985 zum Dr. phil. promoviert.

## Werke
- Die erneute Demütigung: Hamburgs Umgang mit dem ehemaligen Konzentrationslager Neuengamme 1945 bis 1985. Berlin; Münster: LIT 2013 (Veröffentlichungen des Hamburger Arbeitskreises für Regionalgeschichte (HAR); Bd. 33) Zugl.: Hamburg, Univ., Diss., 2013 ISBN 978-3-643-12131-8